# Luke Howard
Pour les articles homonymes, voir Howard.
Luke Howard (Londres, 28 novembre 1772 - 21 mars 1864), pharmacien britannique de son état, est devenu par ses larges intérêts pour la science, un météorologiste de renom. Sa contribution durable à la science est un système de nomenclature pour les nuages, qu'il a proposé dans une présentation en 1802 à la Askesian Society. Il a contribué à la naissance de la météorologie moderne par la néphologie ou étude des nuages.

## Biographie
Howard est appelé « le parrain des nuages ». Il a nommé les trois principales catégories de nuages — cumulus, stratus, et cirrus — ainsi que la série de modifications intermédiaires et composées, telles que le cirrostratus et le stratocumulus, afin d'adapter les transitions se produisant entre les formes. Howard n'était pas le premier à essayer une classification des nuages : Jean-Baptiste de Lamarck (1744-1829) avait déjà proposé une liste de termes descriptifs en français, mais le succès du système de Howard est dû à son utilisation du latin et à son insistance sur la mutabilité des nuages. En appliquant les principes de la classification linnéenne utilisée en histoire naturelle  aux phénomènes d'aussi courte durée que des nuages, Howard est arrivé à une solution élégante au problème de la nomenclature de ces formes transitoires. En plus de son travail qui a fait école sur les nuages, il a également contribué à de nombreux articles sur d'autres sujets météorologiques, bien qu'avec moins de succès. Howard était également un pionnier dans les études du climat urbain, publiant The Climate of London en 1818-1820.
Howard a été élu membre (fellow) de la Royal Society en 1821. Il était quaker, plus tard converti à l'Assemblée de Frères. Il est né et a habité à Londres, bien qu'il ait passé les années 1824 à 1852 dans le Yorkshire, à Ackworth. Sa fille Rachel y a fondé une école, où il y  a un cimetière pour les membres de l'Assemblées de Frères. Une plaque commémorative est posée sur la maison dans laquelle Howard est mort, à l'âge de 91 ans, au 7 Bruce Grove à Tottenham.
Son fils est le botaniste John Eliot Howard (1807-1883), spécialiste du quinquina.
Luke Howard est l'un des personnages principaux du roman de Stéphane Audeguy, « La théorie des nuages ».